# Colibrí emplomallat meridional
El colibrí emplomallat meridional (Stephanoxis loddigesii) és una espècie d'ocell de la família dels troquílids (Trochilidae) que habita garrigues i sabanes al sud del Brasil, Paraguai i nord-est de l'Argentina.